# Ligando

Complesso eme formato da un ligando porfirinico coordinato con lo ione Fe^{2+}, fondamentale per il trasporto di ossigeno nei distretti cellulari.

In chimica un ligando, o legante, rappresenta un atomo, ione o molecola che generalmente dona i suoi elettroni per formare un legame di coordinazione, agendo da base di Lewis. In chimica inorganica, l'atomo centrale (il legato) è rappresentato più comunemente da un metallo o da un metalloide. La molecola risultante dalla coordinazione di uno o più ligandi è definita complesso.
I principali fattori che caratterizzano i ligandi sono rappresentati dalla loro carica, dimensione e natura chimica. In un complesso i ligandi sono in grado di stabilizzare il legato e di condizionarne le proprietà chimiche e spettroscopiche.
In biochimica i ligandi sono rappresentati da molecole o porzioni di molecole in grado di interagire con un recettore producendo una certa risposta fisiologica.

## Ligandi in complessi metallici
La formazione dei complessi metallici è stata descritta da Alfred Werner, che pose le basi dello sviluppo della moderna chimica di coordinazione. I ligandi che si legano direttamente al metallo costituiscono quella che viene detta sfera interna, mentre i ligandi non direttamente legati, e che agiscono da controioni annullando la carica totale del complesso, costituiscono la sfera esterna.
La teoria HSAB fornisce un'utile interpretazione semplificata del legame coordinativo.

## Donazione e retrodonazione
In generale, i ligandi donano densità elettronica all'atomo centrale che agisce da elettrofilo, tramite sovrapposizione dell'HOMO del ligando con l'orbitale molecolare LUMO del legato.
In alcuni complessi, il legame metallo-ligando risulta più stabile di quanto si possa ordinariamente prevedere, a causa di una retrodonazione elettronica da parte del metallo, che tende a trasferire densità elettronica nell'orbitale molecolare antilegante π* del ligando coordinato.

## Ligandi a campo forte e a campo debole
Immaginando un ligando come carica puntiforme direzionata verso gli assi degli orbitali del metallo, per contrarre il legame chimico, tale carica genera una separazione degli orbitali d metallici in due nuovi gruppi di orbitali posti a energie differenti e separati da un valore Δo di energia. Più precisamente, i due orbitali dx²-y² e dz² tendono ad assumere maggiore energia formando una nuova coppia di orbitali doppiamente degeneri denominati eg e caratterizzati da un incremento di energia di 3/5 Δo, mentre i tre orbitali dxy, dzxe dyz formano tre orbitali triplamente degeneri denominati t2g e stabilizzati (sono posti a livelli energetici inferiori) di 2/5 Δo.
I ligandi che, in base alla loro natura, tendono a produrre una elevata separazione energetica (Δo elevato) sono definiti ligandi a campo forte, mentre di contro i ligandi con caratteristica opposta sono definiti ligandi a campo debole. Questo differente carattere dei ligandi influenza fortemente le proprietà chimico-fisiche dei complessi.

## Ligandi polidentati e apticità
Un ligando può essere in grado di coordinare un atomo centrale utilizzando una coppia di elettroni oppure utilizzando più di una coppia elettronica. Rispettivamente, nel primo caso il ligando si dirà monodentato mentre nel secondo caso si avrà a che fare con un ligando polidentato. Tipicamente i ligandi polidentati tendono a formare complessi particolarmente stabili definiti chelati. Il termine denticità si riferisce al numero di coppie elettroniche utilizzate per formare il legame; così, ad esempio l'EDTA è in grado di utilizzare 6 coppie elettroniche e pertanto costituisce un ligando "esadentato". Un ligando ambidentato invece è in grado di legare utilizzando due differenti centri atomici.
L'apticità è invece un concetto diverso e che non va confuso. Esso si riferisce al numero di atomi che utilizza un dato ligando quando contrae legame di coordinazione. Così, ad esempio, il benzene utilizza 6 atomi ed è detto esapto, il ciclopentadienile utilizza 5 atomi ed è quindi pentapto, l'etilene utilizza due atomi e allora è detto biapto. L'apticità viene anche indicata nella nomenclatura del composto ed è rappresentata utilizzando la notazione ηn, dove n indica il numero di atomi utilizzati per il legame coordinativo.

## Comuni ligandi
| Ligando               | formula (gli atomi che legano sono in grassetto) | Carica                    | Denticità comune                                           | Note               |
| --------------------- | ------------------------------------------------ | ------------------------- | ---------------------------------------------------------- | ------------------ |
| Ioduro                | I-                                               | -1                        | monodentato                                                |                    |
| Bromuro               | Br-                                              | -1                        | monodentato                                                |                    |
| Solfuro               | S2-                                              | -2                        | monodentato (M=S), o bidentato con legame a ponte (M-S-M') |                    |
| Tiocianato            | S-CN-                                            | -1                        | monodentato                                                | ambidentato        |
| Cloruro               | Cl-                                              | -1                        | monodentato                                                | può formare ponti  |
| Nitrato               | O-NO2-                                           | -1                        | monodentato                                                |                    |
| Azide                 | N-N2-                                            | -1                        | monodentato                                                |                    |
| Fluoruro              | F-                                               | -1                        | monodentato                                                |                    |
| Idrossido             | O-H-                                             | -1                        | monodentato                                                | spesso forma ponti |
| Ossalato              | [O-C(=O)-C(=O)-O]2-                              | -2                        | bidentato                                                  |                    |
| Acqua                 | H-O-H                                            | neutro                    | monodentato                                                |                    |
| Isotiocianato         | N=C=S-                                           | -1                        | monodentato                                                | ambidentato        |
| Acetonitrile          | CH3CN                                            | neutro                    | monodentato                                                |                    |
| Piridina              | C5H5N                                            | neutro                    | monodentato                                                |                    |
| Ammoniaca             | NH3                                              | neutro                    | monodentato                                                |                    |
| EDTA                  | 2(-OOC2HC)NCH2-CH2N(CH2COO-)2                    | -4 (totale salificazione) | esadentato                                                 |                    |
| Etilendiammina        | en                                               | neutro                    | bidentato                                                  |                    |
| Nitrito               | O-N-O-                                           | -1                        | monodentato                                                | ambidentato        |
| Trifenilfosfina       | PPh3                                             | neutro                    | monodentato                                                |                    |
| Cianuro               | CN-                                              | -1                        | monodentato                                                | può formare ponti  |
| Monossido di carbonio | CO                                               | neutro                    | monodentato                                                | può formare ponti  |